# کلیسای اتوبانی سیگرلند

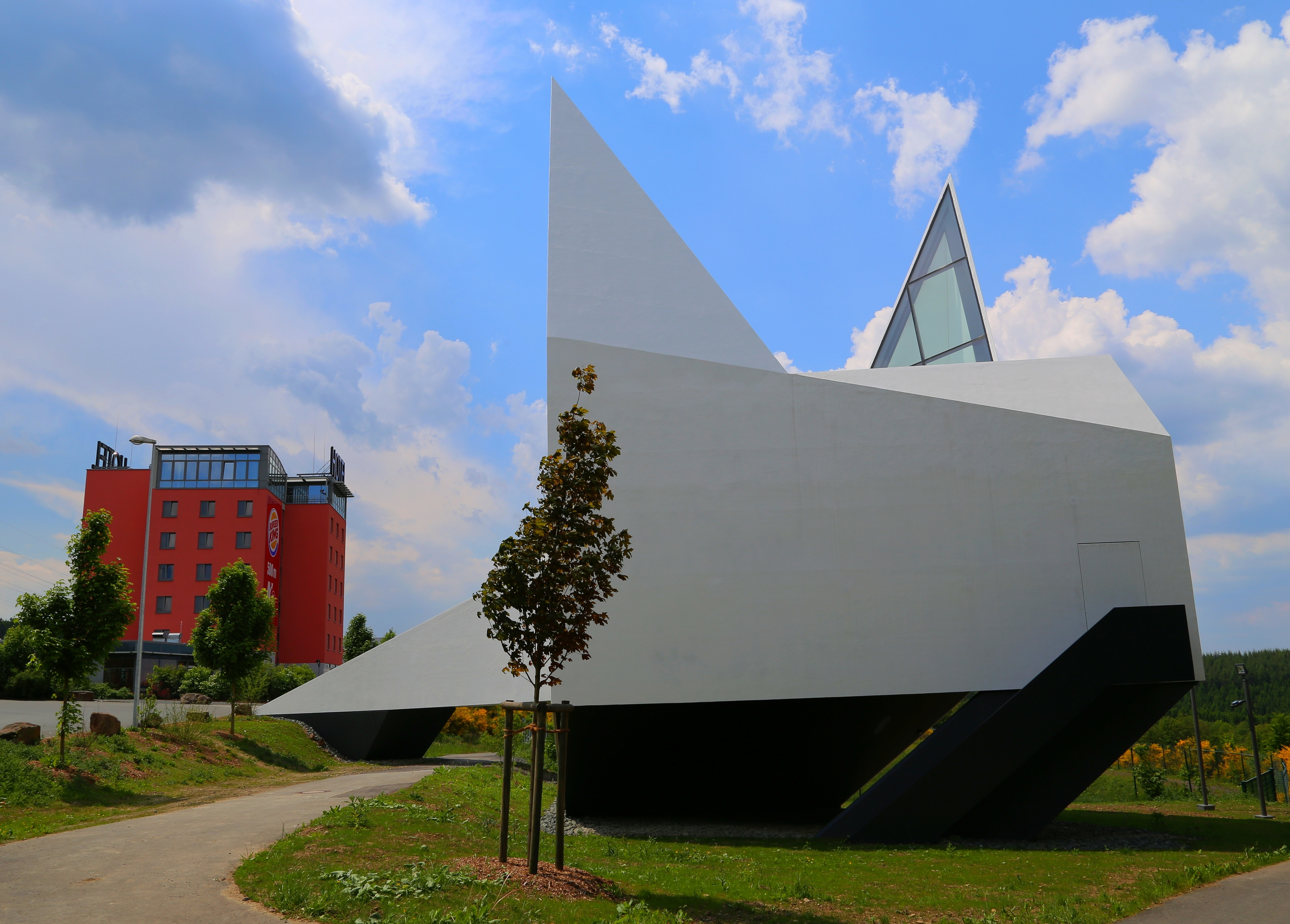
بیرون، عقب

کلیسای اتوبان سیگرلند یا کلیسای اتوبان در A 45 یک کلیسای مسیحی جاده ای نهضت وحدت کلیساها در اتوبان Bundesautobahn 45 نزدیک ویلنسدورف، نوردراین-وستفالن، آلمان است. این ساختمان در سال ۲۰۱۳ افتتاح شد و چندین جایزه معماری دریافت کرده‌است.

## تاریخ
این کلیسا یکی از چندین کلیسای جاده ای آلمان است که توسط حامیان خصوصی آغاز شده و بودجه اش اساساً از طریق کمک‌های مالی تأمین می‌شود. این ساختمان به دنبال طراحی Schneider + Schumacher از فرانکفورت که در یک مسابقه ۲۰۰۹ برنده شد ساخته شد. در ۲۶ مه ۲۰۱۳ افتتاح شد و چندین جایزه معماری دریافت کرد.
این کلیسا به تفکر ساکت مسیحیان از هر فرقه اختصاص یافته و همیشه باز است. توسط انجمن Förderverein Siegerland اداره می‌شود. این انجمن جمعه‌ها و گه گاه رویدادهای فرهنگی با موضوعات مذهبی، مانند موسیقی مقدس، Wochenschluss-Andacht را ترتیب می‌دهد.

## معماری
نمای بیرونی بر اساس عناصر هندسی ساده مانند مثلث، بیشتر به رنگ سفید ساخته شده‌است. نیمرخ شبیه یک تکه کاغذ تا شده‌است، با توهم دو برج. منطقه ورودی دارای یک نوشته نصب شدهٔ توسط Peter Zizka، به نقل از مزامیر ۹۱:۱۱ است.
فضای داخلی چوبی است، با نمای بیرونی انتزاعی در تضاد است. یک سازه ایستاده چوبی بر روی محراب متمرکز شده‌است که با نورپردازی غیر مستقیم تقویت می‌شود.

## جوایز
چندین جایزه معماری به این ساختمان تعلق گرفت، از جمله:
- جایزه‌های نمادین ۲۰۱۳
- DAM Preis für Architektur in Deutschland [de] 2013
- بهترین معماران ۱۴ جایزه
- AIT [de] جایزه ۲۰۱۴
- جایزه Publikumspreis A +: "spektakulärstes religiöses Gebäude 2014"[۲]